# Dureds Høj und Dureds Vænge
Die Dyssen Dureds Høj und Dureds Vænge (Lang- und Runddysse) sind zwei Dolmen. Sie liegen etwa 25,0 m voneinander entfernt südlich von Horne, auf der Halbinsel Horne Land auf der Insel Fünen in Dänemark. Die Dolmen stammen aus der Jungsteinzeit etwa 3500–2800 v. Chr. und sind Megalithanlagen der Trichterbecherkultur (TBK).

## Dureds Høj
Dureds Høj (DKC: 090412.45) ist ein etwa 4,0 m hoher West-Ost orientierter Langdysse von etwa 25,0 × 20,0 m, auf einem Hügel mit steilen Seiten (durch Pflügen oder Grabungen in alten Zeiten). Die meisten Randsteine sind sichtbar und im Norden, Osten und Westen besonders intakt, mit mehreren aufrechten Steinen in situ, aber noch mehr liegen umgefallen um den Hügel. In der Mitte der Oberseite weisen einige große Platten auf einen ausgegangenen Dolmen.

## Dureds Vænge
Dureds Vænge (DKC: 090412.44) ist eine freistehende West-Ost orientierte Kammer eines rechteckigen Urdolmens aus vier gleichhohen Steinen ohne Zugang (Blockkiste). Die Innenmaße betragen etwa 1,6 × 0,8 m, die Höhe liegt bei 0,7 m. Ein großer Teil des ehemaligen, im Norden und Süden beschädigten Decksteins, ruht auf den Tragsteinen. Die Kammer ist wenn auch nicht sichtbar, teilweise mit Lesesteinen gefüllt und lag in einem abgetragenen Rundhügel und ist daher nach dänischer Nomenklatur ein Runddysse.